# Kyllinga debilis
Kyllinga debilis är en halvgräsart som beskrevs av Charles Baron Clarke. Kyllinga debilis ingår i släktet Kyllinga och familjen halvgräs. Inga underarter finns listade i Catalogue of Life.